# Worth
Worth ist eine Gemeinde im Kreis Herzogtum Lauenburg in Schleswig-Holstein östlich von Hamburg.

## Geschichte
Die erste urkundliche Erwähnung findet sich im Ratzeburger Zehntregister aus dem Jahr 1230. Der Name ist sächsischer Herkunft. Zugrunde liegt die altsächsische Flurbezeichnung wurð „Hofstätte, Boden“ (> niederdt. Wörde, Wurt, vgl. zusammengesetzte Bildungen wie Kuddewörde). Nicht verwandt ist dieses Wort mit neuhochdeutsch Werder, oberdeutsch Wörd, Wörth (< althochdeutsch warid, werid „Flussinsel“).
Das Dorf entstand um das Jahr 1000 während einer Ausbauperiode im Grenzgebiet zwischen den Sachsen und Slawen. 
Worth gehörte im Jahre 1230 neben Wiershop, Hamwarde, Hasenthal, Besenhorst, Fahrendorf und Hohenhorn zum Kirchspiel Geesthacht (Hachede). Spätestens zu Beginn des 14. Jahrhunderts dürfte die Abspaltung von Geesthacht erfolgt sein, denn in der Taxe der Kirchen des Bistums Ratzeburg von 1319 wird Worth als eigenes Kirchspiel aufgeführt („Ecclesia in wort“). Die zu diesem Zeitpunkt bestehende Marienkirche in Worth war noch zuständig für das Dorf Wiershop. 1443 war die Kirche noch vorhanden. Im Jahre 1581 war sie als Kapelle dem Kirchspiel Hamwarde zugeordnet. Die neue Marienkirche wurde 1794 gebaut.

## Politik

### Gemeindevertretung
Bei der Kommunalwahl 2023 errang die Vereinigte Wählergemeinschaft Worth erneut alle sieben Sitze in der Gemeindevertretung. Die Wahlbeteiligung betrug 67,6 Prozent.

### Wappen
Blasonierung: „Von Gold und Grün geteilt. Oben eine rote Kirche, unten unter einer silbernen Feldsteinmauer eine goldene Ähre zwischen zwei goldenen Lindenblättern.“

## Religion
Die evangelische Kirchengemeinde umfasst Hamwarde und Worth. Sitz des Pastors ist Gülzow.

## Bauwerke
In der Liste der Kulturdenkmale in Worth stehen die in der Denkmalliste des Landes Schleswig-Holstein eingetragenen Kulturdenkmale.
- Marienkirche
- alte Dorfschule (Gemeinschaftsraum und Feuerwehrhaus)